# Darksiders
Darksiders ist ein Action-Adventure des US-amerikanischen Entwicklerstudios Vigil Games für Windows und die Spielkonsolen Xbox 360 und PlayStation 3. Der Spieler schlüpft dabei in die Rolle von Krieg, einem der vier Apokalyptischen Reiter. Der Titel wurde von Publisher THQ im Januar 2010 veröffentlicht. 2012 erschien der Nachfolger Darksiders 2.
Nach der Insolvenz und anschließenden Zerschlagung THQs gingen die Rechte an Darksiders nach einer Versteigerung am 15. April 2013 zusammen mit 150 anderen Titeln für insgesamt 4,9 Millionen US-Dollar an den schwedischen Publisher Nordic Games.

## Handlung
In Darksiders übernimmt man die Rolle von „Krieg“, einem der Vier Apokalyptischen Reiter. Auf der Erde ist die endgültige Schlacht zwischen Himmel und Hölle ausgebrochen. Als Krieg auf die Erde kommt, um seiner Pflicht nachzukommen, beschuldigt man ihn, sich auf die Seite der Unterwelt geschlagen und so die Apokalypse vorzeitig entfacht zu haben. Die Apokalyptischen Reiter sind eine Art Eingreiftruppe des Feurigen Rates, einer Instanz zwischen dem Himmlischen Reich, der Erde und der Hölle zur Erhaltung der Gesetze. Die Reiter sollen das Gleichgewicht der Mächte bewahren, dürfen im Falle eines Krieges aber nur einschreiten, wenn die sieben Siegel der Apokalypse gebrochen wurden, aber diese sind scheinbar intakt. Krieg beteuert vor dem Feurigen Rat seine Unschuld und bietet an, die tatsächlichen Hintergründe dieser Verschwörung aufzudecken oder bei dem Versuch zu sterben. Der Rat stimmt schließlich zu und stattet Krieg mit dem blutdürstigen Schwert „Chaosfresser“ aus. Um ihn während seiner Mission unter Kontrolle zu behalten, wird Krieg ein dämonischer Beobachter aufgezwungen, der ihn bei Bedarf unterwerfen kann und dafür sorgen soll, dass der Wille des Rates vom Reiter befolgt wird. Fast völlig entmachtet wird er zurück auf die Erde geschickt. Mittlerweile sind 100 Jahre vergangen; die Menschheit hat diese Zeit nicht überstanden. Im postapokalyptischen New York beginnt sein Rachefeldzug.

### Charaktere
Krieg
Krieg ist der zweite der vier apokalyptischen Reiter. Er, seine Brüder Tod und Streit sowie seine Schwester Wut, sind die Boten der nahenden Apokalypse. Krieg wird jedoch ohne seine Geschwister auf die Erde geschickt und muss nun alleine seine Unschuld beweisen.
Ruin
Kriegs Pferd wird erst gegen Mitte des Spiels verfügbar, nachdem Krieg in einer Arena einen Dämon, der sich des Pferdes bemächtigt hat, tötet. Solange Krieg auf Ruin reitet sind seine Waffenwahl und seine Fähigkeiten beschränkt, doch sein Tempo erhöht sich und seine Schwertkampfangriffe gewinnen deutlich an Stärke. Ruin ist nicht sofort bereit, von Krieg geritten zu werden, sondern greift diesen zuerst an, doch dieser weigert sich, das Pferd zu verletzen.
Samael
Samael ist ein Dämon von schrecklicher Macht und verzerrter Schönheit. Er hat die Herrschaft des Zerstörers nicht akzeptiert und wurde deshalb für immer eingesperrt. Von diesem Moment befassen sich alle seine Gedanken nur noch mit der Rache. Man sieht nicht, was am Ende mit ihm passiert. Er bietet Krieg an, ihm bei seiner Mission zu helfen, verlangt dafür jedoch die Herzen von vier mächtigen Dämonen.
Vulgrim
Vulgrim ist ein Dämon und zugleich der fahrende Händler. Vulgrim ist zwar ein Höllendämon, bleibt im Krieg jedoch neutral und bietet seine Waren jedem an, der dafür zu zahlen bereit ist. Er benutzt Schlangenlöcher, um sich auf der zerstörten Erde zu bewegen. Später kann der Spieler selbst diese Schlangenlöcher benutzen.
Ulthan
Ulthan ist einer der Alten oder auch Erschaffer. Er hat eine einzigartige Perspektive auf die endlosen Machenschaften von Himmel und Hölle – sie scheren ihn nicht im Geringsten. Kurzzeitig hilft der meisterhafte Waffenschmied Krieg, indem er für ihn die Waffe Gnade fertigt.
Tiamat
Tiamat ist eine Dämonin in Form einer riesigen Fledermaus. Krieg muss sie töten, ihr das Herz entreißen und es anschließend zu Samael bringen.
Die Quälerin
Die Quälerin ist eine krebsartige Dämonin, welche aus Löchern in ihrem Rücken Insektenschwärme entsendet und mit ihren lanzenähnlichen Armen mächtige Schläge austeilt. Auch sie muss Krieg besiegen und ihr Herz herausreißen.
Stygian
Stygian ist ein Dämon in der Form eines Wurms. Krieg muss ihn töten, da er sein Herz benötigt.
Silitha
Silitha ist ein spinnenartiger Dämon. Viele unglückliche Wesen finden sich in ihren verworrenen Netzen wieder. Sie findet großen Gefallen daran, mit ihren Fängen Knochen zu brechen, aber manchmal konserviert Silitha ihre Gefangenen, um ihre kriechende Agonie besser genießen zu können. Auch ihr muss Krieg das Herz entreißen.
Straga
Straga ist der General der Dämonen während der Apokalypse. Zudem ist er der stärkste der Auserwählten des Zerstörers. Er tötet Krieg im Prolog des Spiels. Später im Spiel trifft Krieg erneut auf ihn.
Abaddon
Abaddon führte das himmlische Heer in den ersten Stunden der Apokalypse, bis Krieg ihn kurz ablenkte und der Dämon Straga ihn vernichten konnte. Später stellt sich heraus, dass Abaddon zum Zerstörer, dem Anführer aller Dämonen, mutiert ist, woraufhin Krieg ihn im Endkampf tötet.

## Spielprinzip und Technik
Wie in vielen ähnlichen Spielen hat Krieg einige grundlegende Fähigkeiten wie z. B. Springen, Klettern, Tauchen, Kämpfen, Hangeln und Blocken. Wichtig für Krieg ist jedoch auch, dass er seine Fähigkeiten steigert, indem er die Seelen der besiegten Gegner in sich aufnimmt. Sie hinterlassen unterschiedlich farbige Seelen, die seine Gesundheit (grün), sein Zornkonto (gelb) und seine Währung (blau) aufstocken. Blaue Seelen kann Krieg beim fahrenden Händler Vulgrim umsetzen, der im Tausch für diese Kostbarkeiten Krieg neue Fähigkeiten, Ausrüstung, Spezialattacken und Items anbietet.
Spezialattacken lassen sich zudem in unterschiedlichen Stärken ausbauen, was besonders bei den Zornattacken für einen ordentlichen Leistungsschub sorgt. Diese können nur angewandt werden, wenn Kriegs Zornanzeige aufgeladen ist, welches durch spezielle Tränke oder dem Erledigen von Gegnern geschieht. Zornfähigkeiten sind besonders mächtige Attacken, die meistens allen Gegnern im Umkreis enormen Schaden zufügen, jedoch verliert Krieg im Gegenzug etwas von seiner Zornenergie. Eine weitere Fähigkeit, die ein Aufladen benötigt, ist die Chaosgestalt. Hat Krieg genügend Chaosenergie gesammelt, kann er sich in einen durchschlagskräftigen Dämon verwandeln, dem fast niemand etwas entgegenzusetzen hat.
Krieg findet im Laufe des Spiels verschiedene Waffen und Gegenstände. Die Flügel bspw. erlauben es ihm, eine kurze Strecke zu gleiten und bei Luftströmungen in die Höhe zu schießen. Mit Hilfe einer Kreuzklinge kann er mehrere Gegner ins Visier nehmen oder Schalter aus der Ferne betätigen. Waffen erreichen durch Benutzung ein höheres Level und gewinnen an Kraft. Zudem können spezielle Items an Waffen gebunden werden und erweitern deren Eigenschaften. So wird die Gewinnung von Zornpunkten erhöht oder das Level der Waffe steigt schneller.
Das eigentliche Spiel teilt sich in Kampf und Rätselaufgaben auf. Um sein Abenteuer erfolgreich bestehen zu können, muss Krieg nicht nur Gegner besiegen, sondern auch Areale und Dungeons erforschen und Rätsel lösen, damit sich der Weg weiter erschließt und er in andere Gebiete vordringen kann. Krieg muss z. B. Hindernisse überwinden, verschlossene Türen per Mechanismus öffnen und versteckte Truhen mit Schlüsseln finden.
Außerdem kann er seinen Zorn durch Zornkerne erweitern, welche man ebenfalls in Truhen finden kann. Man kann auch Lebenserweiterungen finden, welche Kriegs Leben erhöhen. Wenn Krieg Artefakte findet, kann er diese auch bei Vulgrim für Seelen verkaufen. Die Artefakte bringen jedoch nicht alle gleich viele Seelen ein, denn es gibt verschiedene „Stufen“, in denen sie geordnet sind und je höher die Stufe, desto besser der Preis. Außerdem kann man die Abgrundrüstung in Truhen finden, welche aus zehn Teilen besteht. Die meisten Items kann man nicht nur in Dungeons finden, sondern auch in der Welt außerhalb von Dungeons, da diese frei begehbar ist.

## Produktionsnotizen
Ursprünglich hatte Entwickler Vigil Games Pläne, das Spiel mit einem Koop-Modus für vier Spieler zu entwickeln. Jeder Spieler hätte darin die Rolle eines der vier Apokalyptischen Reiter übernommen. Da das Team jedoch keine großen Konsolenerfahrungen besaß und zuvor keine Action-Adventures entwickelt hatte, entschied man sich für die weniger risikobehaftete Lösung eines Einzelspieler-Titels. Das Spiel wird auch als Darksiders – Wrath of War bezeichnet. Der ursprünglich geplante Untertitel fiel jedoch mit dem Erscheinen des Spiels weg.
Im November 2016 erschien unter dem Titel Warmastered Edition eine grafisch verbesserte Version von Darksiders für Xbox One, PlayStation 4 und Windows. Die technisch überarbeitete Neuauflage enthält unter anderem Unterstützung für 4K (PC und PS4 Pro), eine höhere Schatten-Qualität, sowie verbesserte Post-Processing-Effekte. Auf Steam erhielten alle vorherigen Besitzer der alten PC-Version die Warmastered Edition automatisch und ohne Aufpreis. Am 23. Mai 2017 erschien die Neuauflage auch für die Nintendo Wii U und am 2. April 2019 für die Nintendo Switch. Entwickelt wurde die Warmastered Edition von dem Studio Kaiko.

### Nachfolger
Darksiders 2
Im März 2011 wurde von THQ bestätigt, dass ein Nachfolger in Planung ist, welcher im Geschäftsjahr 2012 veröffentlicht werden solle. Der Spieler schlüpft dabei in die Rolle von Tod, einem der Brüder von Krieg. Da es nach Aussage von Danny Bilson, dem Vizepräsidenten von THQ, nur eine Apokalypse gibt, werde der zweite Teil zur selben Zeit spielen, wie Darksiders. Durch grundlegende Features, die sich deutlich vom ersten Teil unterscheiden, soll sich auch die Spielmechanik etwas ändern. Darksiders 2 wurde am 17. August 2012 veröffentlicht und wurde von der USK, im Gegensatz zum Vorgänger, ab 16 Jahren freigegeben.
2015 wird, wie bereits auf der GamesCom vorgestellt, eine überarbeitete Version von Darksiders 2 namens Darksiders 2: Deathinitive Edition für PlayStation 4, Xbox One und PC erscheinen. Diese wird, neben verbesserter Grafik und höherer Auflösung, alle bisher erschienenen DLCs beinhalten.
Darksiders 3
Im Mai 2017 wurde die Entwicklung des dritten Teils offiziell bestätigt. Das von Gunfire Games entwickelte Darksiders III erschien am 27. November 2018 für Windows, Xbox One und Playstation 4. Ein Großteil des Entwicklerteams hat bereits an Darksiders 2 mitgewirkt.
Der Spieler schlüpft im dritten Teil in die Rolle der Kampfmagierin Fury. Das Spiel wird von THQ Nordic veröffentlicht.
Das Genre ist wenig von den Vorgängern inspiriert und im Kern ein Metroidvania.
Darksiders Genesis
Das Spiel wurde im Dezember 2019 für Stadia und Windows veröffentlicht und im Februar 2020 für Nintendo Switch, PlayStation 4 und Xbox One. Das Spiel spielt sich nun aus anderer Perspektive, denn anders als bei den Vorgängern spielt man es ähnlich wie Diablo aus der Vogelperspektive. Der Spieler schlüpft hier sogar in zwei Rollen, einerseits in die des bekannten Reiters War (Krieg) und andererseits in die des neuen Reiters Strife (Streit).

## Brettspiel
Mit Darksiders - The Forbidden Land existiert ein Brettspiel zum Videospiel.

## Rezeption
Darksiders erhielt größtenteils positive Bewertungen. Die Rezensionsdatenbank Metacritic aggregiert 18 Rezensionen zu einem Mittelwert von 83.